# Ісламський культурний центр «Буковина»
Ісламський культурний центр «Буковина» — мечеть у місті Чернівці, один із ісламських культурних центрів підпорядкованих ВАГО «Альраїд». Розташований за адресою: вулиця Головна, 150А.

## Історія
15 серпня 2020 року урочисто відкрили Ісламський культурний центр «Буковина». У центрі діє мечеть, підпорядкована Духовному управлінню мусульман України «Умма». Мусульманська громада міста збудувала власну мечеть за три роки. Придбання ділянки та безпосередньо будівництво відбувалося за гроші добродійників.
Шейх Саід Ісмагілов від імені всієї мусульманської спільноти України щиро привітав мусульманську громаду Чернівців з відкриттям ІКЦ «Буковина». Ця подія, як підкреслив муфтій, свідчить про повагу до релігійних переконань громадян і про демократичні цінності, що панують у незалежній і вільній Україні, де представники всіх релігій і національностей мають можливість сповідувати і проповідувати свої релігійні погляди, відзначати свої свята, збиратися для задоволення релігійних потреб.
Муфтій вручив очільникові ІКЦ Аланові Дакурі символічний подарунок — гобелен із витканим аятом-курсі. Шейх Саід також подякував Міській державній адміністрації міста Чернівці та Чернівецькій обласній державній адміністрації за сприяння у відродженні релігійних традицій та рівне ставлення до всіх релігійних громад. Він зазначив, що тепер мусульмани Буковини будуть залучені до активного релігійного життя Чернівців і робитимуть усе, щоб про їхню релігійну громаду в земляків, жителів міста склалася якнайкраща думка.
Першу молитву в мечеті вже офіційно відкритого ІКЦ очолив муфтій ДУМУ «Умма» шейх Саід Ісмагілов.
З 2022 року імамом Ісламського культурного центру є Мухаммад Мамутов. Шейх Мухаммад також є імамом Соборної мечеті Запоріжжя.

## Інфраструктура
- Молитовна зала
- Бібліотека
- Навчальні класи для вивчення арабської мови і культури ісламського світу.